# Герт фон Міттельштедт
Герт фон Міттельштедт (нім. Gert von Mittelstaedt; 14 січня 1912, Нідерлінксвайлер — 10 серпня 1944, Балтійське море) — німецький офіцер-підводник, капітан-лейтенант крігсмаріне.

## Біографія
1 квітня 1932 року вступив на флот. З вересня 1938 року — дивізійний і вахтовий офіцер на важкому крейсері «Адмірал Шеер». В квітні-вересні 1940 року пройшов курс підводника, в жовтні-листопаді — курс командира підводного човна. З 17 листопада 1940 року — командир підводного човна U-144, на якому здійснив 3 походи (разом 40 днів у морі). 23 червня 1941 року потопив радянський підводний човен М-78 водотоннажністю 206 тонн; всі 16 членів екіпажу загинули. 10 серпня 1944 року U-144 був потоплений торпедою радянського підводного човна Щ-307 західніше острову Гіюмаа. Всі 28 членів екіпажу загинули.

## Звання
- Кандидат в офіцери (1 квітня 1932)
- Морський кадет (4 листопада 1932)
- Фенріх-цур-зее (1 січня 1934)
- Оберфенріх-цур-зее (1 вересня 1935)
- Лейтенант-цур-зее (1 липня 1936)
- Оберлейтенант-цур-зее (1 жовтня 1937)
- Капітан-лейтенант (1 червня 1940)

## Нагороди
- Медаль «За вислугу років у Вермахті» 4-го класу (4 роки)